# Magnus Stenbock

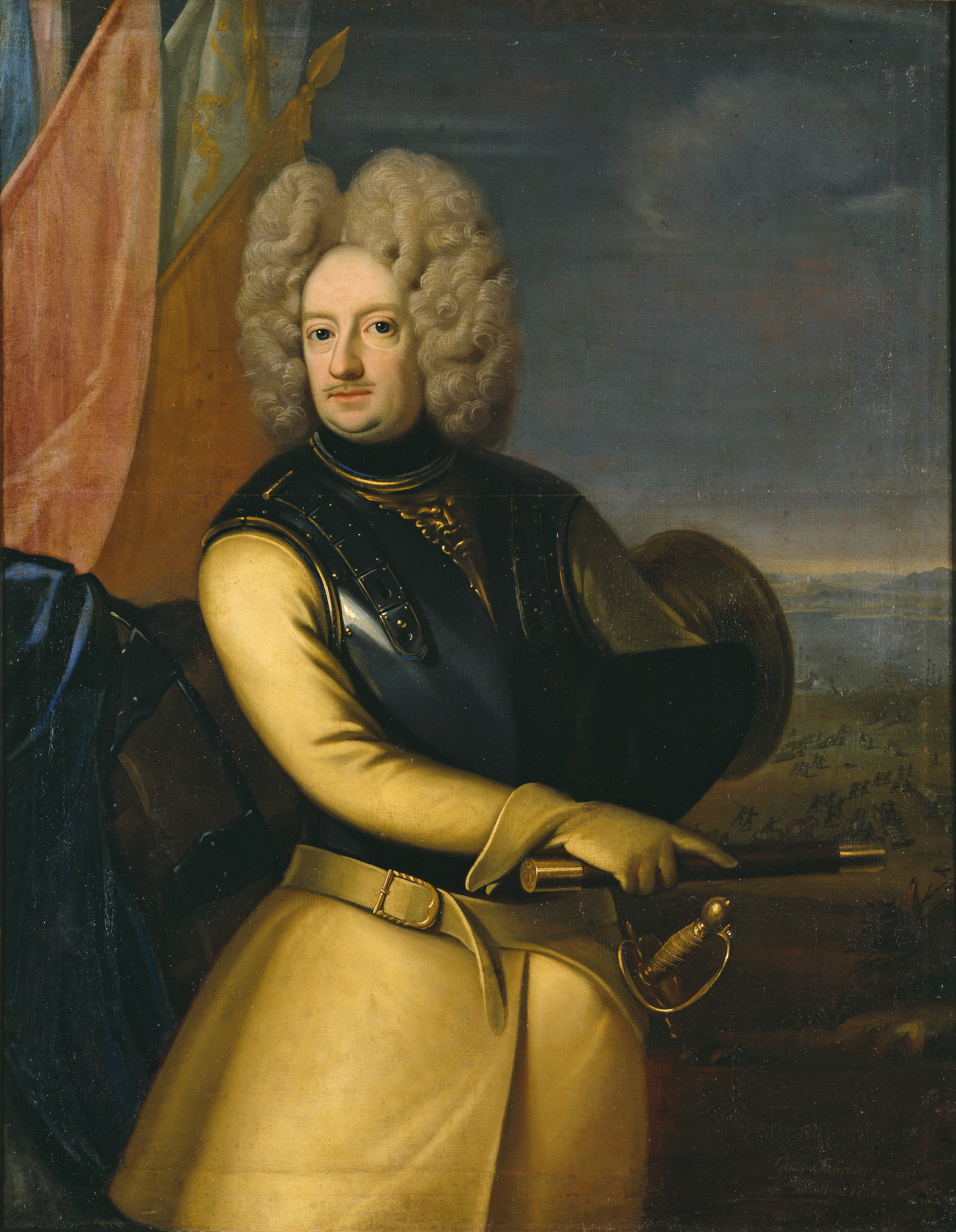
Magnus Stenbock.

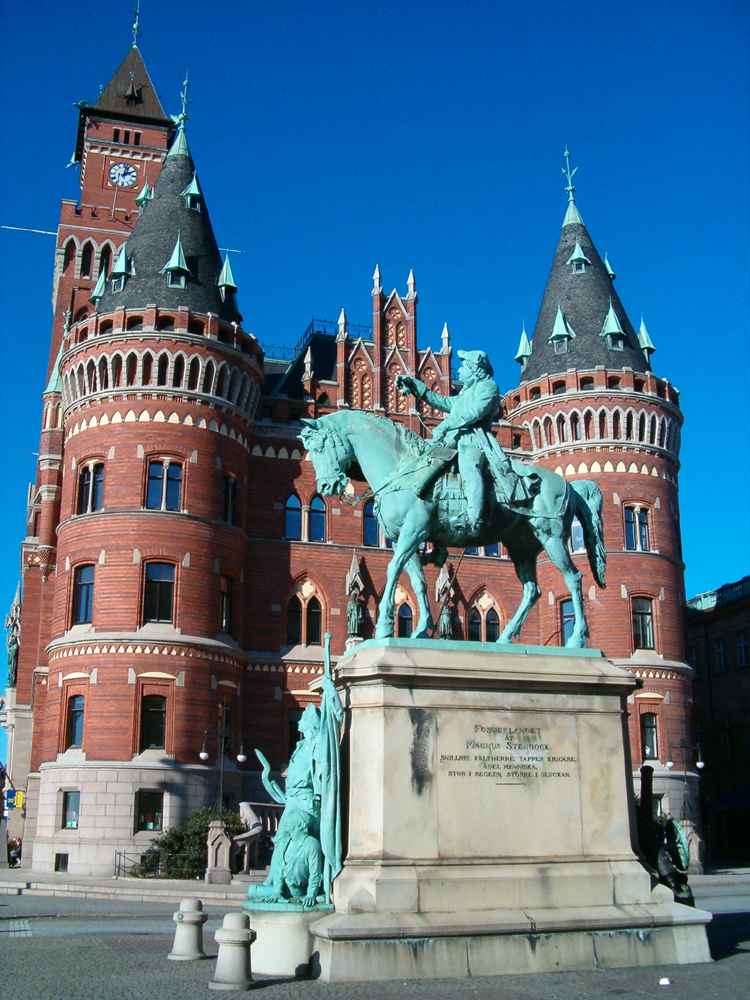
Estatua ecuestre de Magnus Stenbock en Helsingborg.

Magnus Gustafsson Stenbock (12 de agosto de 1664 - 23 de febrero de 1717) fue un conde y militar sueco.

## Biografía
Nació en Estocolmo. Hijo de Gustaf Otto Stenbock y Christina Catharine de la Gardie. 
Fue educado en la Universidad de Upsala y en París. Eligió la profesión militar, pasando algunos años de servicio en las Diecisiete Provincias.
Al volver a Suecia, se alistó en el ejército, y en 1688 fue ascendido a mayor. Sirvió a Suecia en los Países Bajos y en el Rin, distinguiéndose por su habilidad y valentía en Fleurus. Durante la Guerra de los Nueve Años no solo sirvió en el campo de batalla, sino también como agente confidencial en misiones diplomáticas.
Se casó con Eva Magdalena Oxenstierna el 26 de diciembre de 1690 en Estocolmo. Su mujer era hija de Bengt Gabrielsson Oxenstierna y Magdalena Eriksdotter Stenbock.
En 1699 tuvo el mando del regimiento de Kalmar, y en 1700 el del regimiento de Dalecarlia. Al estallar la Gran Guerra del Norte,
como coronel del regimiento Dalecarliano participó en la Batalla de Narva, en Dünamünde, en Klissow y en Krakovia. En 1703 combatió con éxito en la batalla de Pultusk.
En 1704 fue ascendido a teniente general, y a general en 1705. El mismo año fue nombrado Gobernador general de Escania.
Sus actividades no estaban limitadas solo a la guerra y la diplomacia; la Universidad de Lund estuvo bajo su cargo como Canciller algunos años, demostrando allí sus habilidades como poeta y pintor. 
Dirigió la batalla de Helsingborg en 1710, obteniendo el triunfo y expulsando definitivamente al ejército danés de Escania. Por su éxito fue nombrado Consejero real en 1710.
El mismo año invadió Mecklemburgo con 9.000 hombres con orden de proteger Stralsund en la Pomerania sueca. Ganó la batalla de Gadebusch en 1712 por lo que Carlos XII le otorgó el bastón de mariscal de campo.
A pesar de la victoria su posición era débil. Se refugió con sus tropas en la fortaleza de Tonning en Schleswig-Holstein donde luego fue asediado, debiendo rendirse en 1713 después de una valiente resistencia. Fue apresado y puesto en cautiverio en el castillo de Frederikshaven en Copenhague. Intentó comprar su libertad, pero pese a haber entregado el rescate no fue liberado. Cinco años de áspero tratamiento en una celda húmeda acabaron con su vida el 23 de febrero de 1717. Se encuentra sepultado en la Catedral de Upsala.

## Miscelánea
Fue uno de los favoritos de Carlos XII en sus primeras campañas, pero más adelante se fueron distanciando. Está registrado que el rey utilizó al general Anders Lagercrona para acusar a Stenbock de borracho, a lo que Stenbock respondió que bebido era capaz de dar mejores órdenes que Lagercrona sobrio.
Una estatua ecuestre suya se encuentra en la Plaza mayor de Helsingborg, siendo la única estatua escuestre en Suecia de un personaje no perteneciente a la realeza.